# Ruodlieb
Ruodlieb egy töredékesen fennmaradt XI. századi latin hőskölteménynek, illetve főhősének neve. A szerzője ismeretlen, de szinte bizonyos, hogy a bajor Tegernsee apátságában élő szerzetes volt, aki 1030 körül írta a művet. A költeményt tartalmazó pergament az idők folyamán más könyvek kötésére darabolták föl, emiatt csak részletek ismertek a műből. Az egyes darabokat 1807 óta kezdték összegyűjteni.

## A mű tartalma
A költemény hőse, Ruodlieb, nemes családból származó lovag, a ki több úr szolgálatában áll és híven teljesíti vazallusi kötelességeit. Urai azonban csak szép szóval hálálják meg hűségét ; azért elhagyja őket és apródjától kísérve, útnak indul jobb hazát keresni.

A szomszéd birodalom fővárosába jut, megismerkedik a király vadászával, a kinek ajánlására az uralkodó hősünket is szolgálatába fogadja. A király csakhamar megkedveli s miután egy szomszéd fejedelem ellen viselt háborúját szerencsésen befejezte, Ruodliebet bízza meg a békealkudozással. Ez sikerrel jár el küldetésében és előkészíti a fejedelmek találkozását, mely a határfolyónál nagy pompával végbe megy. A fővárosba visszatérve, Ruodlieb levelet talál előbbi uraitól és anyjától. Urai felszólítják, hogy jöjjön vissza hazájába és Ígérik, hogy leróják minden iránta való kötelezettségüket; édesanyja pedig elhagyatottságáról panaszkodik és sürgeti fia visszatérését. Ruodlieb erre felkészül s elbúcsúzik a királytól, aki azt kérdi tőle, pénzt vagy bölcsességet kíván-e szolgálatai jutalmául. Ruodlieb az utóbbit választja. A király tehát két kenyeret ad neki azon utasítással, hogy azokat csak hazaérkezése után szegje meg, és a következő tizenkét tanácsot adja neki útravalóul: 1. Vereshajú emberrel ne barátkozzál. 2. Ne térj le az útról, ha sáros is, mert ha átlovagolsz a vetésen, károdra lesz. 3. Ne térj be sehová, a hol a gazda vén s az asszony fiatal, hanem oda, a hol a férj fiatal s a felesége öreg. 4. Vemhes kancával ne boronáltass. 5. Barátaidat ne látogasd meg felette gyakran. 6 . Cselédeddel ne légy túlságos jó viszonyban, mert elbizakodik és nyakadra nő. 7. Csak anyád tanácsa szerint házasodjál meg. A feleségeddel bánj jól, de maradj ura, és ne mondd el neki titkaidat. 8. Fékezd meg haragodat és halaszd el a bosszúállást másnapra. 9. Uraddal soha ne vitatkozzál. Ha valamit kölcsönkér tőled, add neki azt oda egészen, mert úgy sem adja többé vissza jószágodat és akkor még köszönetét sem kapsz érte. 10. Ha templom mellett haladsz el, ajánld magad a szentek oltalmába, ha pedig harangoznak vagy énekelnek benne, akkor siess te is oda imára. 11 . Ha valaki Krisztus nevében felszólít, hogy ne böjtölj, akkor fogadj neki szót. 12. Ha földed van az út mentén, ne vonj árkot körüle, hogy távol tartsad tőle az embereket.
Ruodlieb köszönetét mond a királynak e tanácsokért s útnak indul haza felé. Nemsokára találkozik egy vereshajúval és a király
első tanácsa ellenére ismeretséget köt vele, de azt rögtön meg is bánja, mert társa mindjárt útjuk elején megcsalja. A második 
tanácsot Ruodlieb követi, de a veres elhagyja az utat, átlovagol a vetésen, miért a parasztok elverik. Faluba érve, Ruodlieb 
eszében tartja a harmadik tanácsot, egy fiatal ember házába száll, társa azonban egy öregnél tér be, a kinek ifjú neje van. 
Éjjel a vereshajú az aszszony segítségével meggyilkolja az öreget, de a gaztett már másnap kitudódik s a bírák a bűnöst 
halálra Ítélik. Ruodlieb folytatja útját és végre szerencsésen haza ér. Nagy örömmel fogadják és az öröm még fokozódik, mikor a
királytól kapott két kenyeret megszegi és színarannyal találja megtöltve.
Ruodlieb anyja érzi, hogy az évek súlya mindinkább nehezedik vállaira, azért arra kéri fiát, hogy keressen magának feleséget
Ruodlieb hajlik anyja szavára és rokonai nőül ajánlanak neki egy ismerős leányt. De miután megtudja, hogy ennek már mással volt
szerelmi viszonya, nőül sem kéri. — Ruodlieb anyja ezalatt sok jót tesz özvegyekkel és árvákkal s e jótékonyságának jutalmát
veszi: megálmodja fia fényes és boldog jövőjét. Ez álom, úgylátszik, nem sokára valósúl. Ruodlieb legyőz egy törpét, a ki 
életéért és szabadságáért esedezik és váltságúl megígéri, hogy hősünknek segítségére lesz Immunch és Hartunch királyok 
legyőzésében és a király kisasszonynak, Heriburgnak nőül nyerésében .... Itt megszakad a költemény.

## A mű jellege
Petz Gedeon véleménye szerint a művet jogosan lehet a világirodalom első lovagregényének nevezni, témájában és nyelvezetében ugyanis már elfordul az antik római mintáktól. Nyelvezete és verselése nem követi a klasszikus latin nyelv szabályait, a vers pedig egy otthonától távol élő lovag kalandjait meséli el. A XIX. században mindebben a német nemzeti öntudat kialakulásának egyik kezdeti lépcsőfokát látták, a német nemzeti tárgyú irodalom megjelenését, emiatt rokonították a Waltharius című hőskölteménnyel, mely a germán népeknek a hunok elleni harcát meséli el. A Waltharius-szal szemben a Ruodlieb azonban nem a közösségre, hanem a csak lovagságra, a helyes lovagi magatartásra koncentrál. A király által a lovagnak adott 12 tanács egy része naiv, és csak a történet szempontjából érthető , más részük azonban a néphitet tükrözi, illetve a kialakuló lovagság erkölcsi iránymutatójául szolgál: a hűbérúr iránti feltétlen hűség, a keresztény istentiszteletek kiemelkedő szerepe, a bosszúállás elhalasztása, a nők tisztelete.
A kora középkor viszonyai közepette a katolikus egyház nagy hangsúlyt fektetett a háborúskodások megfékezésére. Az egyház már a 6-7. századtól bevezette a treuga Dei, azaz isten békéje intézményét, ami egyfelől azt jelentette, hogy egyes egyházi ünnepnapokon, misék alatt stb tilos volt háborúskodni, mert az ez ellen vétőket kiátkozással fenyegették. Másfelől pedig egyes személyek ki lettek véve a bosszúállás, a viszálykodás hatálya alól: pl. nőt és klerikust nem lehetett megtámadni. A jelenség egyetemes volt, még a távoli Írországban is léteztek, ahol Adamnán vezette be ezeket a szabályokat. A kialakuló hivatásos katonaréteg energiáját ezt követően hamarosan a keresztes háborúkba fogják irányítani a klerikusok. Az egyházi hatást tükrözi, és egyben a bibliai Salamon király példáját idézi, hogy Ruodlieb nem pénzt, hanem bölcsességet kér urától, aki a kérés helyessége miatt mindkettővel megajándékozza.
Az egyház civilizatorikus hatása figyelhető meg a nők helyzetének a megváltozásában. Bár a feleség még mindig urának van alávetve, de már jól kell bánni vele, illetve a szülőanya iránt kötelező tisztelettel kell megnyilvánulni. Ez már előrevetíti a középkori Mária-kultusz jelenségét. Már a Biblia is arról ír, hogy a nő minden rossz forrása, a Paradicsomból való kiűzetés oka. A Ruodliebnek adott egyik tanács is hangsúlyozza a nők csalfaságát, a férjekre leselkedő életveszélyt. A középkor ezt azonban azzal ellensúlyozta, hogy Jézus, Isten fia is egy nő méhének szülötte, emiatt a bűnös nő is méltónak találtatott arra, hogy a Megváltót világra hozza, végső soron tehát a nők hozzák el az emberiségnek az üdvözülést.Ez a jelenség, a nőtisztelet majd a trubadúrok költészetében fog a tetőpontra hágni.
A kialakuló hűbéri rendszer jellegzetes jogintézményei is felismerhetők a költeményben: az apródság intézménye, a vazallus iránti feltétlen hűség a korban kezdett kialakulni. Az idők folyamán a hűbéri rendszer egészen aprólékosan tisztázta a hűbérúr és a vazallus közötti viszony részleteit. Német földön ezeket az ún Tükrök, azaz Joggyűjtemények tartalmazták, amelyek között a leghíresebb az Eike von Repkow által összeállított Szász tükör.